# Troika da tirania

A "troika de tirania" de Bolton compreende Cuba, Nicarágua e Venezuela (em vermelho) e os Estados Unidos (em azul).

Troika da tirania (em inglês: troika of tyranny) é uma designação dada a Cuba, Nicarágua e Venezuela usada por John R. Bolton, antigo Conselheiro de Segurança Nacional dos Estados Unidos, ao delinear a política externa dos Estados Unidos em relação a essas nações. Bolton descreveu alternadamente os três países como o "triângulo do terror"  e os "três patetas do socialismo", afirmando que os três são "a causa do imenso sofrimento humano, o ímpeto de enorme instabilidade regional e a gênese de um berço sórdido do comunismo no hemisfério ocidental".
Os Estados Unidos condenaram as ações dos governos das três nações latino-americanas e mantiveram sanções amplas e direcionadas contra sua liderança.